# فهرست منابع جنگ‌های صلیبی
منابع و تحقیقاتی که دربارهٔ جنگ‌های صلیبی که شامل مناطق وسیعی از شام، اروپا، ترکیه و مصر و شمال آفریقا بود، صورت گرفته به دلیل تنوع قومیتی و در نتیجهٔ آن گوناگونی زبانی، فکری و عقیدتی در این منطقه بسیار زیاد متنوع است. در یک تقسیم‌بندی می‌توان منابع جنگ‌های صلیبی را به دو بخش اسلامی و غربی و دو گروه قدیمی و جدید خلاصه کرد؛ و تحلیل‌های هرکدام از منابع متأثر دیدگاه‌های مورخ و نویسنده آنهاست که مورخان غربی و کشیشان، این جنگ را نوعی جهاد مقدس و مورخان مسلمان آن را نوعی تجاوز به سرزمین‌های خود تلقی می‌کردند.
بیشتر نوشته‌های مربوط به جنگ‌های صلیبی در غرب و به زبان‌های یونانی، لاتین، ارمنی و سریانی نوشته شده‌است در حالی‌که منابع اسلامی بیشتر عربی هستند و در نسبت با منابع غربی، مقدار آن‌ها اندک است؛ و می‌توان گفت که مورخان مسلمان در زمینهٔ منابع دستهٔ اول در قیاس با غربی‌ها ضعیف‌ترند که شاید علل آن، غافل‌گیری مسلمانان در این حملات و هجوم ناگهانی صلیبیون به سمت شرق باشد و دوم بی‌توجهی مورخان مسلمان به تاریخ‌نگاری موضوعات نظیر ابن شداد باشد، در حالی که اروپاییان از قرن ۱۱ میلادی و آغاز تجدید حیات فکری در اروپا، به موضوع‌نگاری بیشتر از زمان‌نگاری توجه می‌کردند.

## تاریخ‌نگاری اسلامی